# Festus (Missouri)
Festus is een plaats (city) in de Amerikaanse staat Missouri, en valt bestuurlijk gezien onder Jefferson County.

## Demografie
Bij de volkstelling in 2000 werd het aantal inwoners vastgesteld op 9660.
In 2006 is het aantal inwoners door het United States Census Bureau geschat op 11.202, een stijging van 1542 (16,0%).

## Geografie
Volgens het United States Census Bureau beslaat de plaats een oppervlakte van
12,4 km², geheel bestaande uit land. Festus ligt op ongeveer 138 m boven zeeniveau.

## Plaatsen in de nabije omgeving
De onderstaande figuur toont nabijgelegen plaatsen in een straal van 12 km rond Festus.